# Apeadero de Recesinhos
El Apeadero de Recesinhos es una plataforma ferroviaria de la Línea del Duero, que sirve a la localidad de São Martinho de Recezinhos, en el Distrito de Oporto, en Portugal.

## Historia
El tramo entre las Estaciones de Caíde y Juncal de la Línea del Duero, donde este apeadero se sitúa, fue inaugurado el 15 de septiembre de 1878.